# Heiligenberg, Grieskirchen
Heiligenberg là một đô thị ở huyện Grieskirchen bang Oberösterreich, nước Áo. Đô thị này có diện tích 13,9 km², dân số thời điểm ngày 31 tháng 12 năm 2005 là 698 người.